# Acciona Sailing
Acciona Sailing es el nombre de un equipo de vela español del Club de Mar Mallorca.

## Integrantes del equipo
Además del patrón a bordo del yate, Javier Sansó, el equipo está formado por las siguientes personas:
| Puesto                                                   | Nombre                                                 |
| -------------------------------------------------------- | ------------------------------------------------------ |
| Mánager para temas administrativos, legales y deportivos | Pedro Feliú                                            |
| Mánager deportivo, logístico y marketing                 | Ricardo Maldonado                                      |
| Mánager de comunicación                                  | Helena de la Gándara                                   |
| Mánager Técnico                                          | Ricard Teixidó                                         |
| Fotografía y Vídeo                                       | Jesús Renedo                                           |
| Tripulación Warm’Up                                      | Tim Hardy, Pachi Rivero, Eduardo Valderas, Pedro J.Mas |
| Apoyo en tierra                                          | Dean Money, Jorge Álvarez Erasun                       |

## Yates
El equipo cuenta con un único yate, el Acciona 100% EcoPowered, un IMOCA 60 que fue presentado el 26 de octubre de 2011 en el Global Clean Energy Forum, en el Puerto Olímpico de Barcelona. Está diseñado por el estudio Owen Clarke Design y fabricado en Nueva Zelanda por el astillero Southern Ocean Marine.

## Competiciones
El equipo debutó en junio de 2012 en competición oficial, al participar en la IMOCA EUROPA Warm'up. Posteriormente fue el único representante español en la edición 2012-2013 de la Vendée Globe.

## Patrocinadores
- Patrocinador principal: Acciona